# Mesetas del Norte

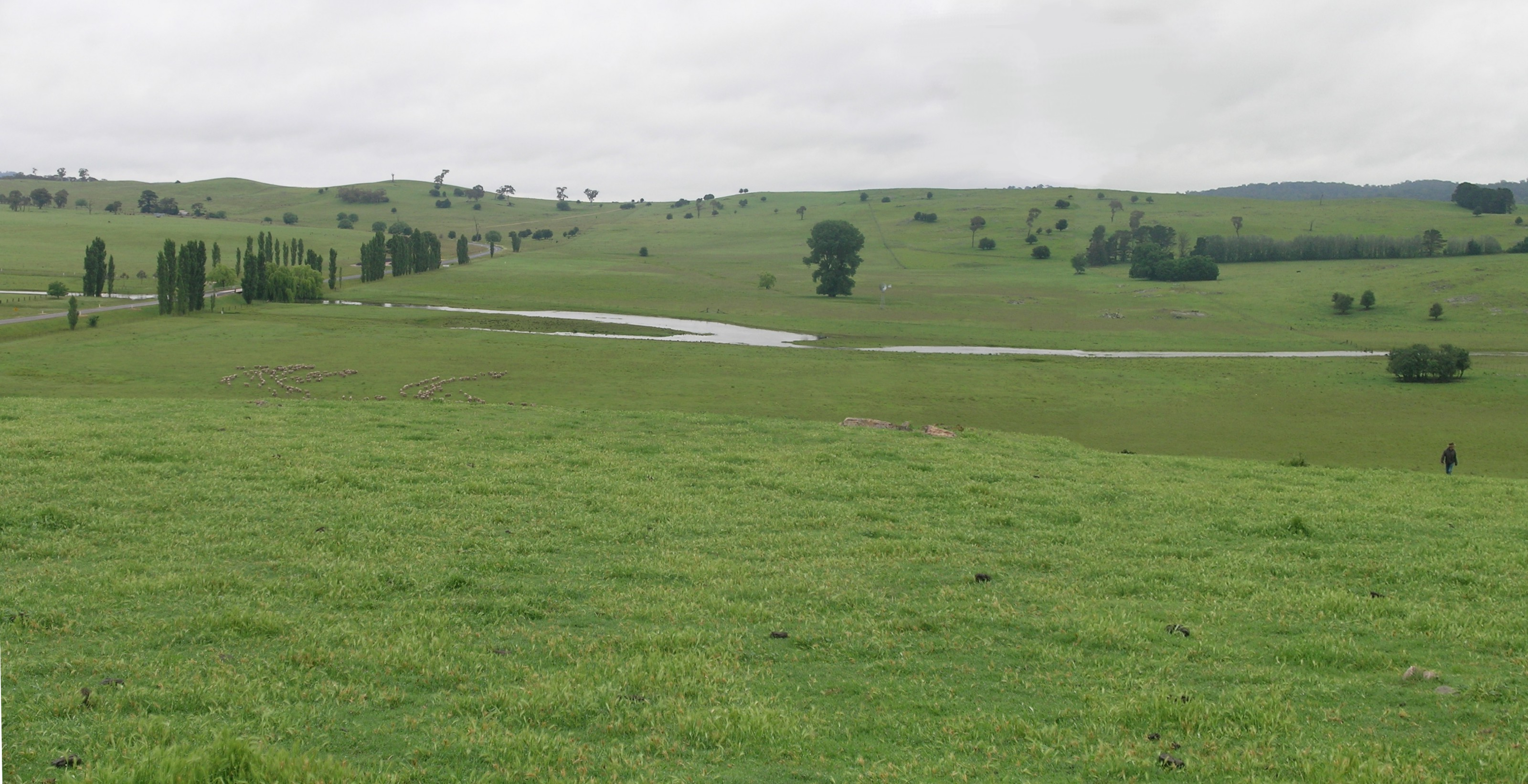
Arroyo Bergen-op-Zoom, cerca de Walcha

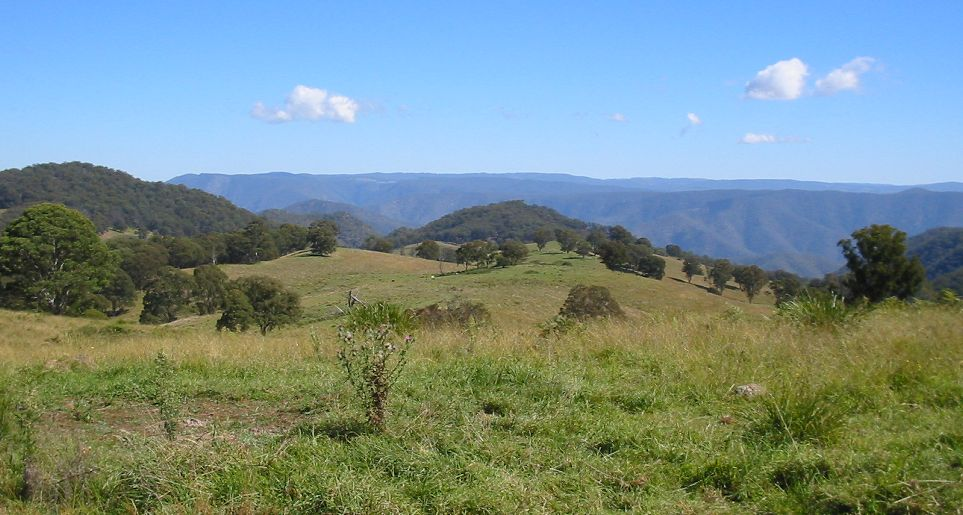
Área del Barranco Verde (Green Gully), Yarrowitch, Nueva Gales del Sur

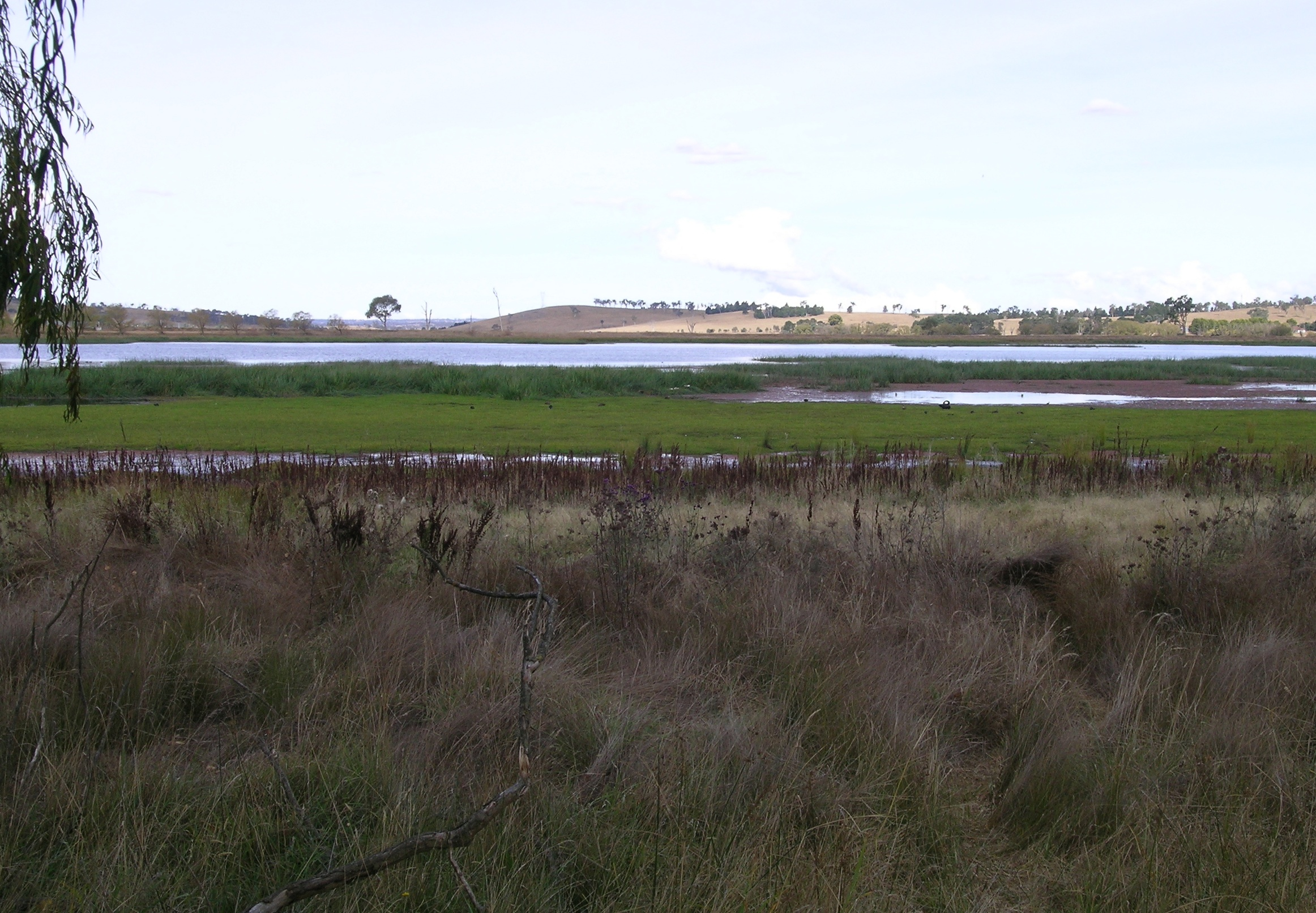
Laguna Dangar, Uralla, NuevaGales del Sur

 Las Mesetas del Norte (Northern Tablelands) es un altiplano y una región de la Gran Cordillera Divisoria en el norte de Nueva Gales del Sur, Australia. Es una estrecha área de tierras altas en la región de Nueva Inglaterra, extendiéndose desde Moonbi Range en el sur a la frontera de Queensland en el norte. 

## Geografía
La Meseta es el área de tierras altas más grandes de Australia. Hay puntos altos dispersos de más de 1000 metros y el lugar más alto Round Mountain está a 1,584 metros sobre el nivel del mar. La actual estación cerrada en Ben Lomond, fue la estación ferroviaria más alta de Australia. Esta elevación se refleja en vernos frescos (raramente más de 32 °C) pero los inviernos son fríos con nevadas ocasionales y muchas heladas en las mañanas. Las temperaturas mínimas de invierno pueden bajar hasta -10 °C alrededor de Armidale, Woolbrook y Walcha durante las mañanas con heladas, pero usualmente resultan en días soleados.
La escarpada este de la meseta tiene espectaculares gargantas, bosques lluviosos y cascadas, protegida en varios Parques nacionales, con tres de ellos enlistados en el Patrimonio de la Humanidad los cuales son Central Eastern Rainforest Reserves (CERRA). Parque nacional Werrikimbe y parque nacional Ríos Salvajes de Oxley, los parques nacionales más grandes en Nueva Gales del Sur son accesibles desde la Autopista Oxley al este de Walcha. El parque nacional Ríos Salvajes de Oxley es también accesible vía la autopista Waterfall Way al este de Armidale y al sur de Hillgrove. El acceso al perteneciente del Patrimonio de la Humanidad parque nacional Nueva Inglaterra se hace también desde Waterfall Way.

## Historia
Walcha fue la primera parte en ser descubierta en 1818, colonos se establecieron en las mesetas con sus grandes rebaños de ovejas. Armidale es la única población en las mesetas y es el centro administrativo para la región de las Mesetas del Norte.
La región de las Mesetas del Norte tiene la Universidad de Nueva Inglaterra en Armidale. Esta Universidad púbica, con aproximadamente 18,000 estudiantes de Educación superior, fue fundada en 1938. La Universidad de Nueva Inglaterra es una de las mayores proveedores de Australia de premios de conocimientos a estudiantes de campus externos.

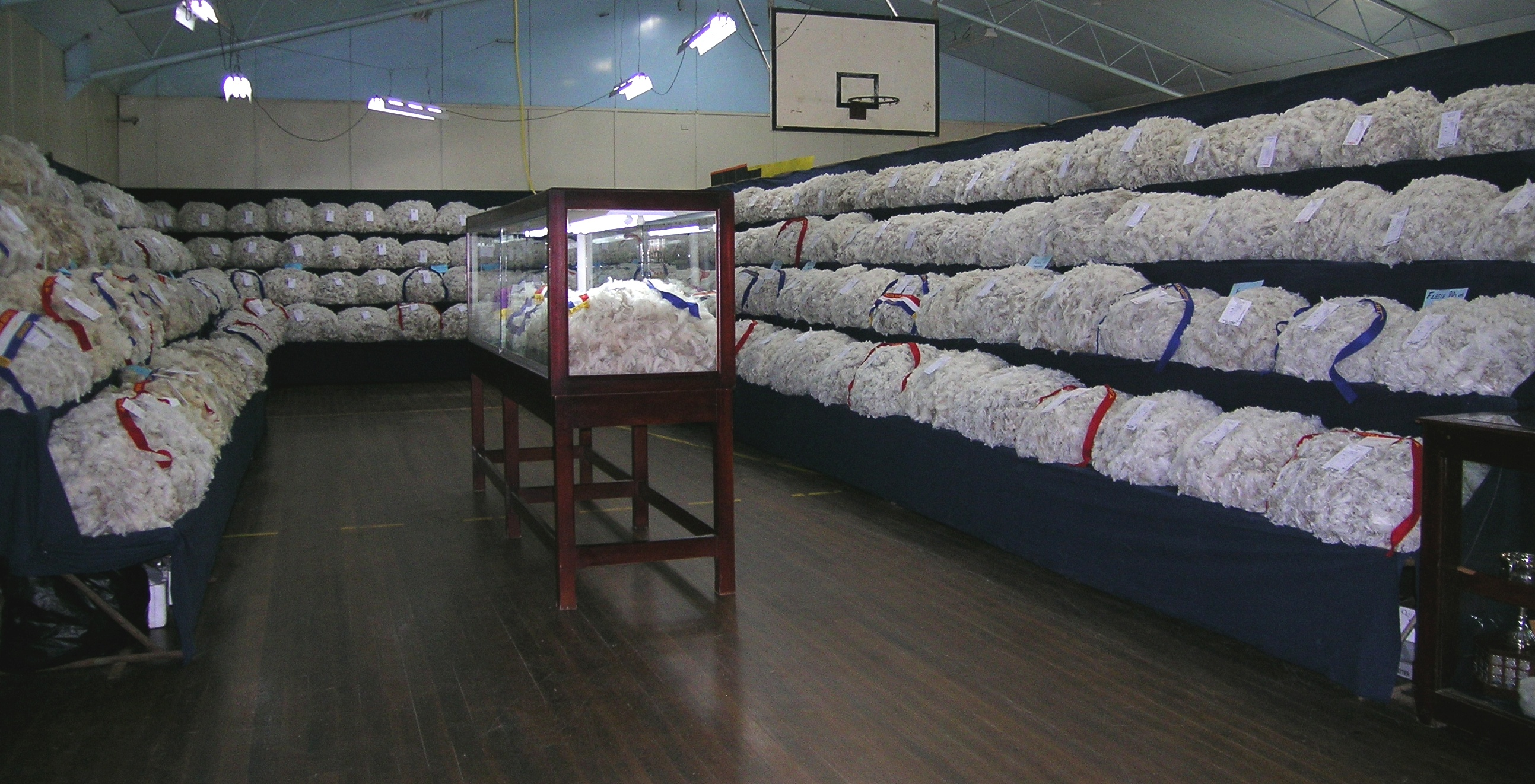
Exhibición de lana, Exposición de Walcha.

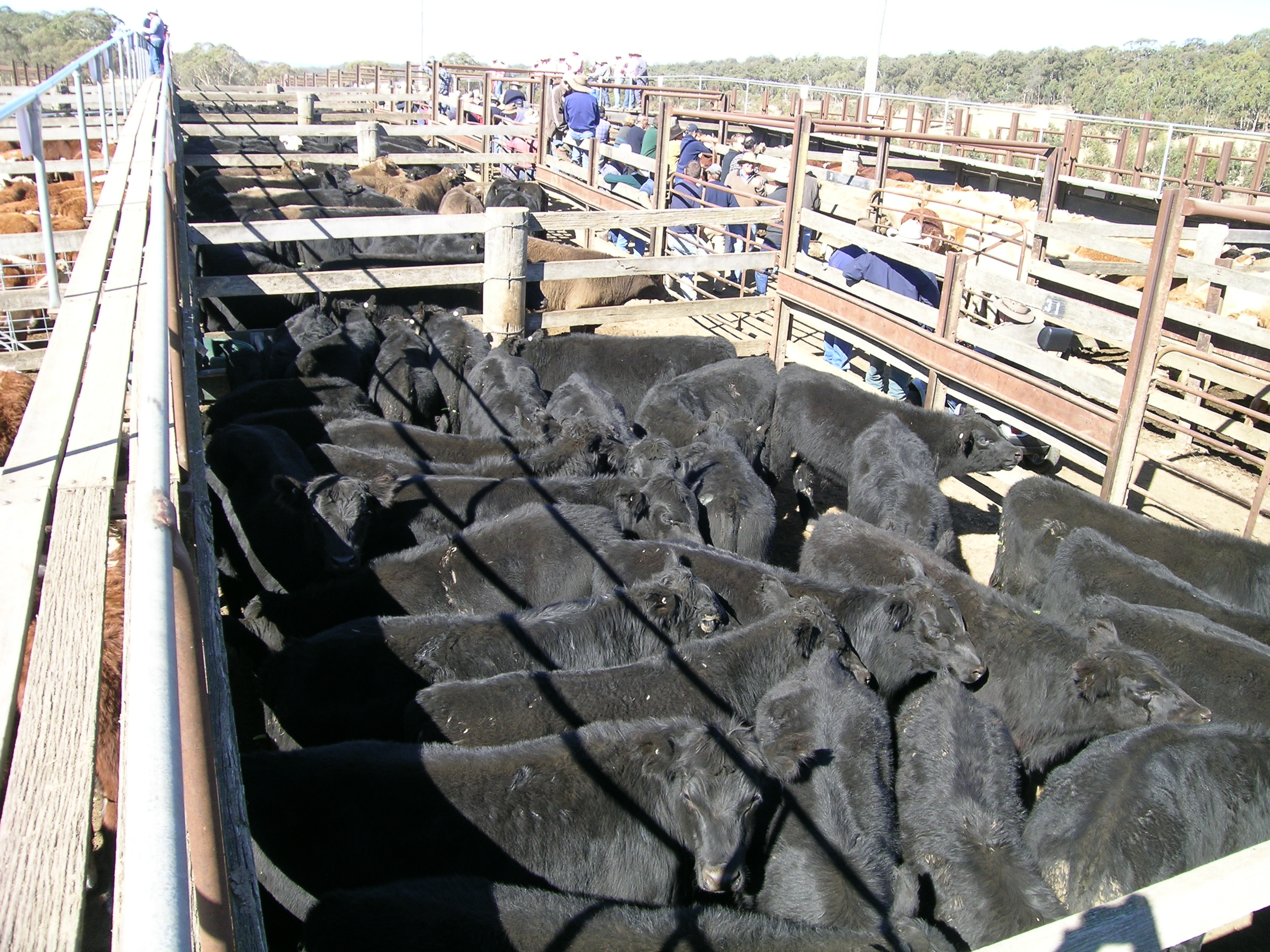
Venta de ganado en las Mesetas del Norte

## Agricultura
Las Mesetas cubren un área de aproximadamente 3.12 millones de hectáreas incluyendo 2.11 millones de hectáreas ocupadas por alrededor de 2300 establecimientos agrícolas produciendo commodities agrícolas evaluados en más de $220 millones. 
El área alrededor de Armidale, Uralla y Walcha se destaca por su producción de lana de excelente calidad. Muchos sementales bovinos y criadores de ganado comercial están situados en el área de las mesetas. Minas de oro y antimonio se explotan en Hillgrove. Guyra produce corderos de primera calidad, patatas, tulipanes y tomates de invernadero. Manzanas, peras y otras frutas se cosechan. 

## Flora y fauna
Bolivia Hill y la reserva natural adyacente son los únicos lugares donde se encuentra la amenazada Boronia boliviensis y el arbusto Pimelea venosa. Algunos raros árboles de Eucalyptus michaeliana (Eucalipto de Hillgrove) pueden ser vistos en la carreteras que cruzan el parque nacional Ríos Salvajes de Oxley. Estos árboles tienen un distintivo tronco verdoso jaspeado, con una corteza café-amarilla.